# Anastasius I.
Anastasius I. (griech. der Auferstandene; * in Rom; † 19. Dezember 401) war an der Wende zum 5. Jahrhundert Bischof von Rom und damit Papst der Lateinischen Kirche.

## Zeugnisse
Über das Leben und Wirken Anastasius’ I. sind nur wenige Nachrichten überliefert. Er soll den Bischofsstuhl am 27. November 399 (nach Prosper Tiro von Aquitanien hingegen schon 398) bestiegen und bis zu seinem Tod regiert haben. Nur drei Briefe sind erhalten, in denen er sich der Verurteilung des Origenes anschließt. Zu seinen Freunden zählten Augustinus, Hieronymus und Paulinus von Nola. Kurz vor seinem Tod berief er ein Konzil nach Rom ein.
Hieronymus berichtet, Anastasius sei der Vater seines Nachfolgers Innozenz I. gewesen. Sein Gedenktag ist der 19. Dezember.

## Reliquien

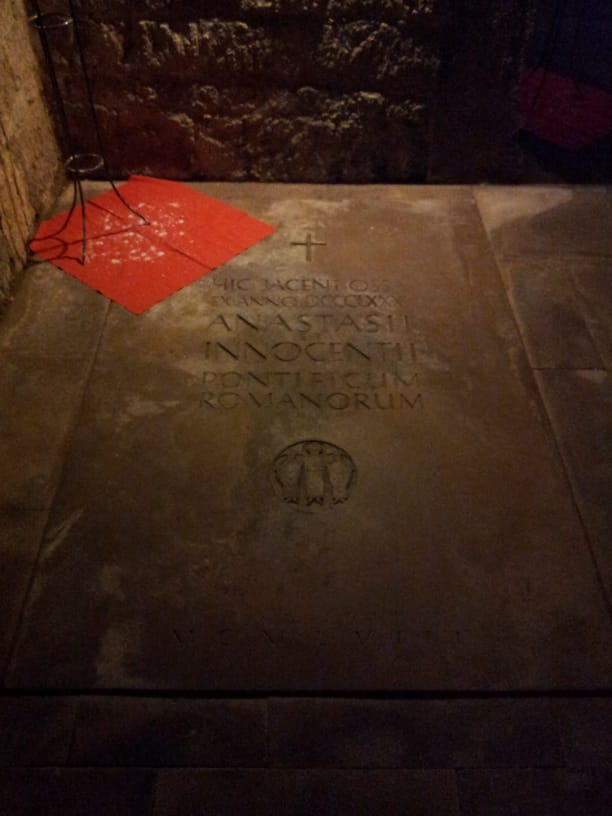
Grabplatte in der Stiftskirche Bad Gandersheim

Die Reliquien des heiligen Anastasius wurden 846 zusammen mit denen seines Nachfolgers Innozenz vom sächsischen Grafen Liudolf nach Gandersheim gebracht, wo sie bis heute in der Krypta der ehemaligen Stiftskirche ruhen.